# Döbelns park

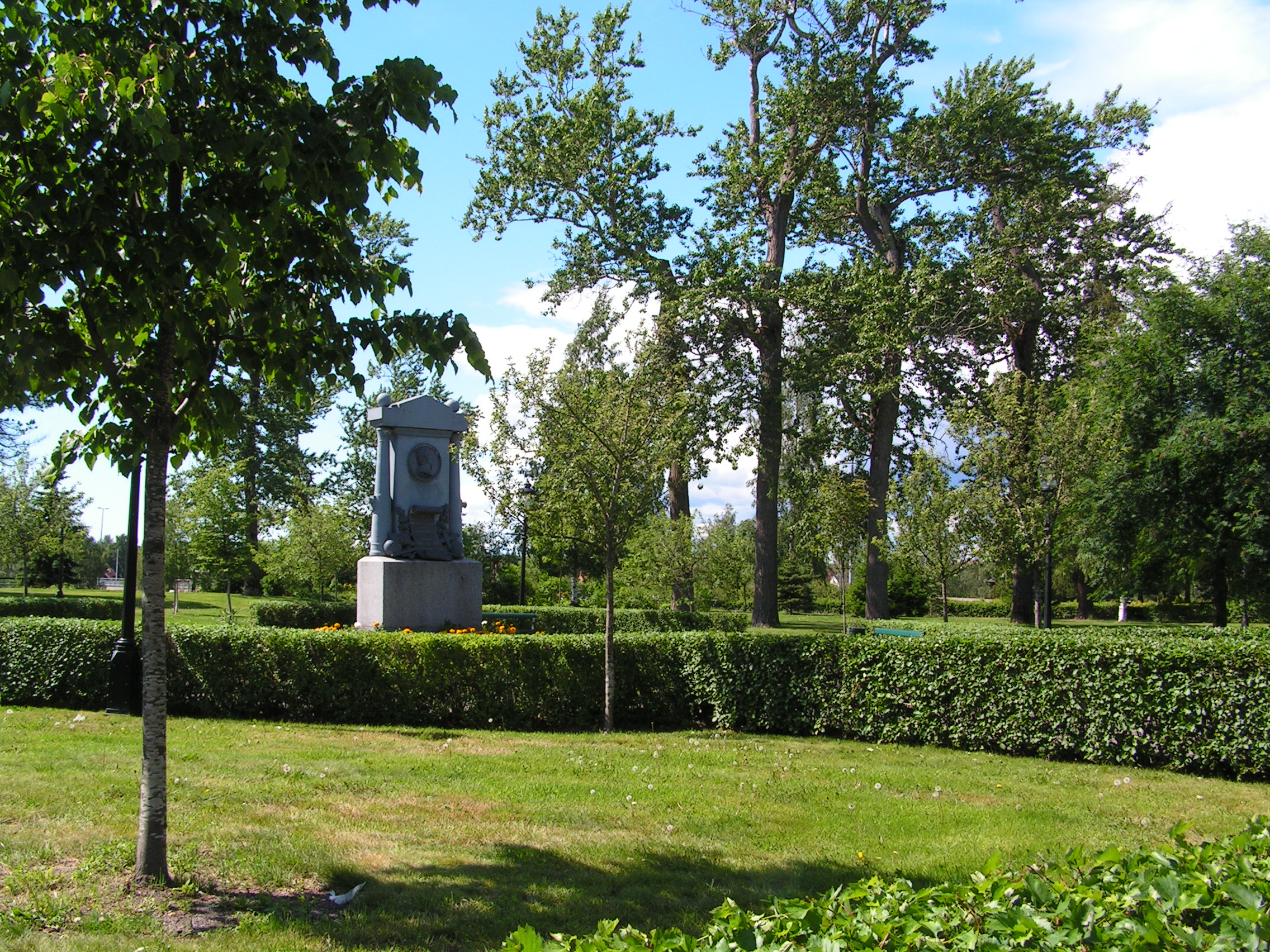
Monumento dedicado a Georg Carl von Döbeln en el Döbelns park, del cual toma el nombre el parque.

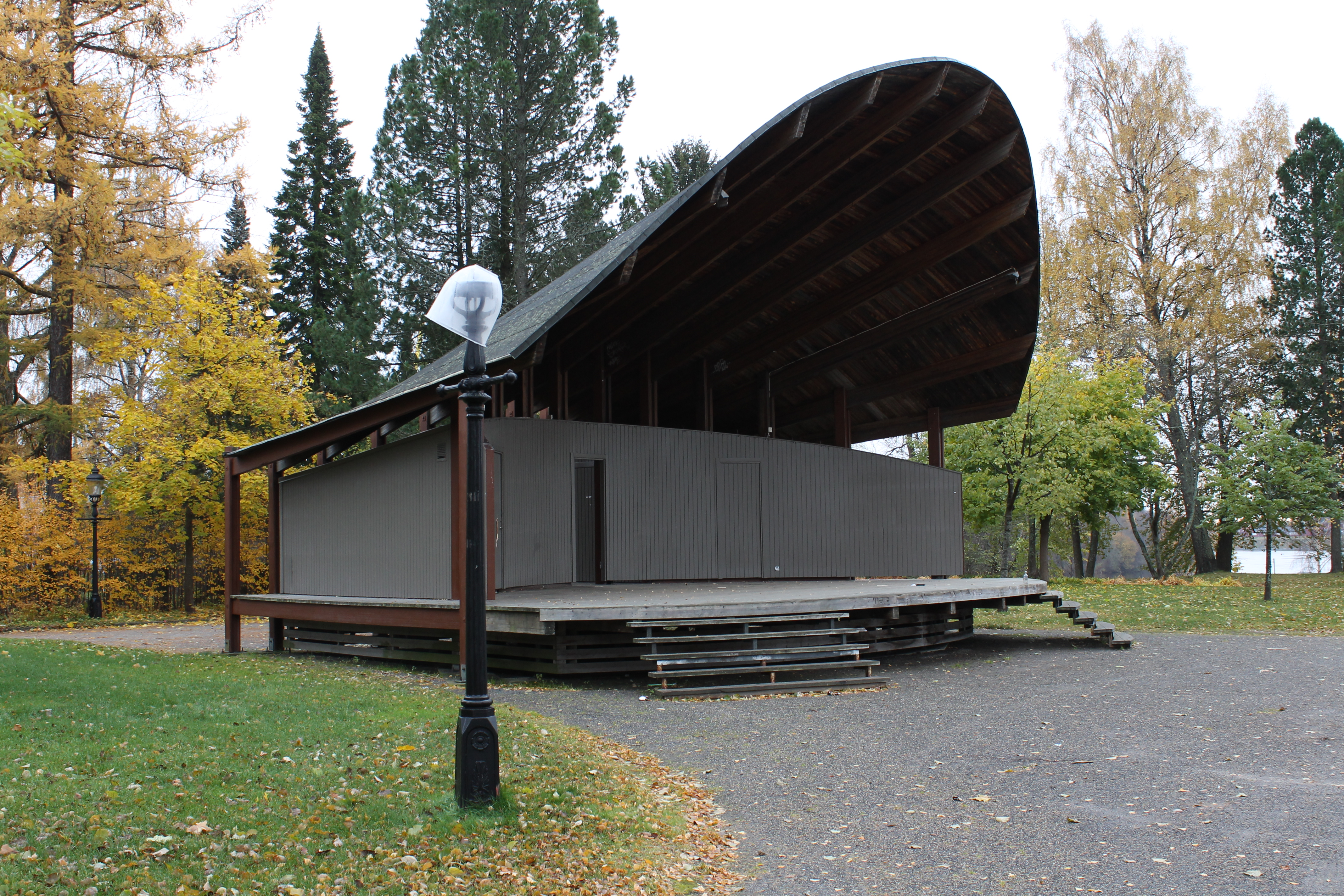
Escenario en el parque, construido en 1920

El Döbelns park es un parque situado en el centro de la ciudad de Umeå (Suecia). Fue el primer parque de la ciudad, creado en 1865, y en él se celenran espectáculos de teatro y música. El parque está situado entre la residencia del condado y las calles Östra Kyrkogatan, Storgatan y Östra Strandgatan.
Se construyó en 1865 en parte de los terrenos de la residencia del condado, después de una resolución parlamentaria que dictaminaba que aquellos terrenos tenían que ser cedidos a la ciudad. Fue construido como un parque inglés, con caminos que serpenteaban y patios.
En 1867 se levantó un monumento de hierro fundido, de autor desconocido, en memoria del general Georg Carl von Döbeln. El parc se llamaba primero Stadsträdgården (que en sueco quiere decir «Parque de la ciudad»), pero fue renombrado después debido al monumento que allí se encuentra.
Desde 1920 hay un escenario en medio del parque. Fue construido para proporcionar un escenario permanente a eventos culturales que se hacían en el parque. El escenario es octogonal y tiene un techo de cobre abovedado con una lira de oro como adorno.